# Vasa HC
Vasa HC var en ishockeyklubb från Göteborg bildad genom en sammanslagning av IF Torbjörn och Brämaregårdens IF 1967. De första åren gick föreningen under namnet Torbjörn/Brämaregårdens IF (TBIF) innan man 1967 tog namnet Vasa HC. Säsongerna 1968/1969, 1970/1971 och 1971/1972 spelade man i Division II, vilket då var andradivisionen i svensk ishockey. Till säsongen 1974/75 gick man samman med Furås BoIF under namnet Furås BoIF/Vasa HC och slutade sist i Division III. Efter det återkommer inte föreningen i serietabellerna längre.